# Розарно
Розарно (итал. Rosarno) — город в Италии, располагается в регионе Калабрия, подчиняется административному центру Реджо-Калабрия.
Население составляет 16 356 человек (на 2005 г.), плотность населения составляет 386 чел./км². Занимает площадь 39 км². Почтовый индекс — 89025. Телефонный код — 0966.
Розарно граничит с Кандидони, Читтанова, Феролето-делла-Кьеза, Джоя-Тауро, Лауреана-ди-Боррелло, Меликукко, Никотера, Риццикони, Сан-Фердинандо.
Покровителем города почитается святой Иоанн Креститель. Праздник ежегодно отмечается 24 июня.